# Georg Westermann (Verleger)
Georg Westermann (* 11. Juli 1869 in Braunschweig; † 20. September 1945 in Potsdam) war ein deutscher Verleger. Nach dem Tod seines Vaters Friedrich Westermann führte er den von seinem Großvater George Westermann gegründeten Westermann-Verlag weiter, der mittlerweile ein Teil der weiterhin in Braunschweig ansässigen Westermann Gruppe ist.

## Biografie

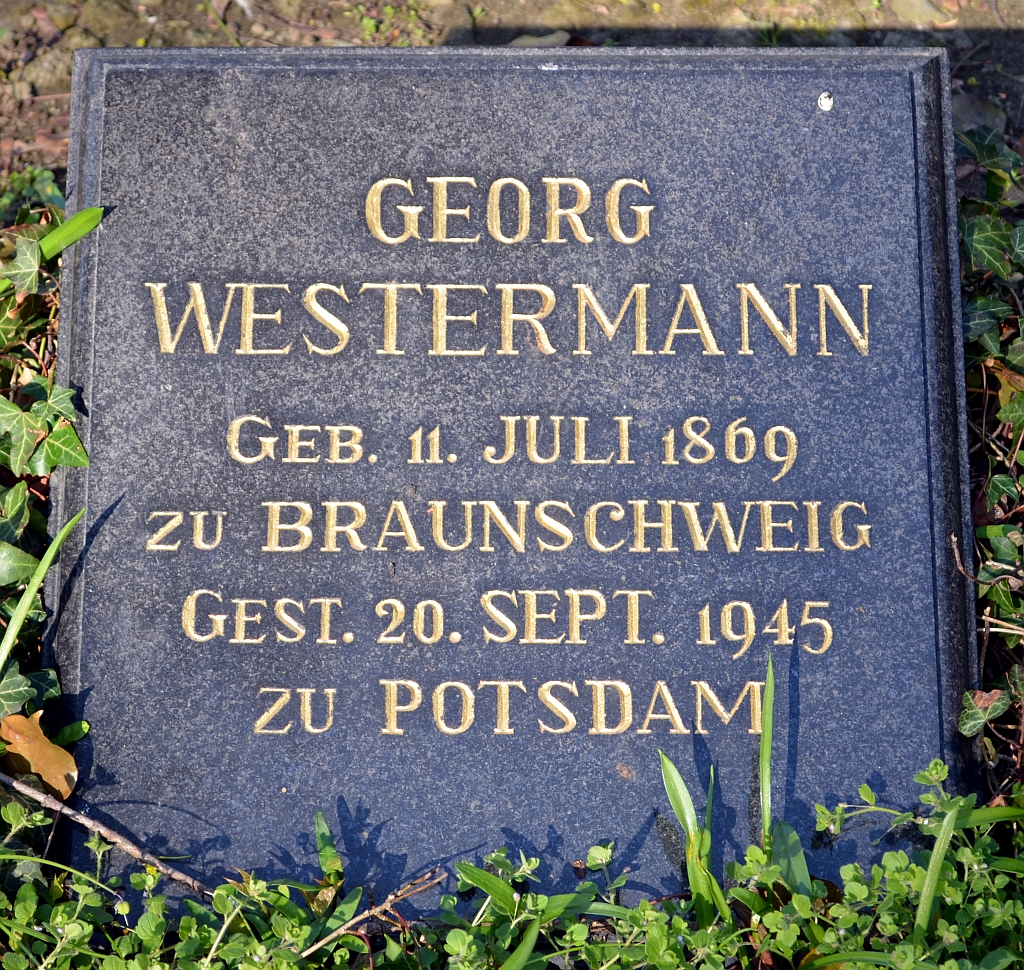
Georg Westermanns Grab auf dem Braunschweiger Magnifriedhof.

Georg Westermann war der älteste Sohn des Verlegers Friedrich Westermann (1840–1907) und dessen Frau Louise Westermann (geb. Oldenbourg, 1846–1874). Er hatte mit Elisabeth (1871–1960) eine jüngere Schwester. Am 15. Juli 1899 heiratete er Magdalene Wätjen, mit der er drei Kinder hatte: Luise, Friedrich und Everhard.
1907 trat Georg Westermann nach dem Tod seines Vaters Friedrich Westermann dessen Nachfolge in der Leitung des Westermann-Verlages an. Am 1. Juli 1908 wurde das bisher als Offene Handelsgesellschaft (OHG) geführte Unternehmen in eine Kommanditgesellschaft (KG) umgewandelt. Nach dem Ausstieg des Prokuristen Robert Brandt im selben Jahr wurden Johannes Himstedt, Paul Krösing und Max Robert Hoffmann als neue Prokuristen bestellt. In den Jahren 1912/13 zog der Verlag aus dem Vieweg-Haus in der Braunschweiger Innenstadt in den am damaligen Stadtrand gelegenen Riddagshäuser Weg (später in Georg-Westermann-Allee umbenannt), um mehr Raum für die mittlerweile stark gewachsene Druckerei zu haben. 1914 trat der Verlagskaufmann Hans Reichel als persönlich haftender Mitinhaber in die Unternehmensleitung ein und Georg Westermann zog sich zunehmend aus dem aktiven Verlagsgeschäft zurück. Im Ersten Weltkrieg diente Westermann als Reserveoffizier. 1922 gab er die Unternehmensführung endgültig auf und zog nach Potsdam, wo er 1945 starb.